# Arknights
Arknights (en chino simplificado, 明日方舟; pinyin, Míngrì Fāngzhōu) es un juego móvil de defensa de torres/RPG táctico gratuito desarrollado por el desarrollador chino Hypergryph. Se lanzó en China el 1 de mayo de 2018, en otros países el 16 de enero de 2020 y en Taiwán el 29 de junio de 2020. Arknights está disponible en las plataformas Android e iOS y presenta una mecánica de juego gacha.
Un juego derivado, Arknights: Endfield, se anunció para PC y dispositivos móviles en marzo de 2022. Una adaptación de la serie de televisión de anime de Yostar Pictures comenzará a transmitirse en octubre de 2022. Una segunda temporada, titulada Arknights: Perish in Frost, se emitió de octubre a noviembre de 2023. Se ha anunciado una tercera temporada, titulada Arknights: Rise from Ember, se estrenará en julio de 2025.

## Jugabilidad
El juego principal es el de un juego de defensa de torres, con varios personajes ("operadores") como torres. Los operadores cuerpo a cuerpo se pueden colocar en los mosaicos del suelo y los operadores a distancia en los mosaicos elevados. Los operadores cuerpo a cuerpo bloquean físicamente el avance de los enemigos, y los operadores a distancia infligen daño a distancia, curan o apoyan a los operadores cuerpo a cuerpo. Los jugadores deben colocar operadores en las fichas correctas para evitar que el enemigo se infiltre en la base del jugador. Una vez en su lugar, las habilidades de un operador se pueden activar después de un tiempo para efectos especiales, o se pueden retirar para volver a implementarlas después de un retraso.
Debido a que a menudo hay un número limitado de soluciones viables, especialmente en dificultades altas, Arknights también se ha descrito como un juego de rompecabezas. El juego no requiere tiempos de reacción rápidos (el juego se puede pausar y el tiempo se ralentiza mientras se emiten los comandos), sino más bien un análisis táctico y una previsión sobre el terreno.
A medida que el jugador avanza en el juego, desbloquea más etapas, operadores y recursos, y también se le presentan nuevos tipos de enemigos y mecánicas de juego. Los niveles que se han superado con una calificación de tres estrellas se pueden completar automáticamente sin la intervención del jugador, ya que el juego registra las acciones del jugador y las replica.
El juego también tiene un aspecto de construcción de bases, que permite a los jugadores construir instalaciones y asignarles operadores. Esto permite a los jugadores aumentar sus recursos a la manera de un juego incremental. Cuenta con la variedad habitual de mecánicas de juego de gacha gratuitas, como recompensas de inicio de sesión diarias y adquisición aleatoria de personajes a través de moneda virtual que se puede obtener jugando, a través de eventos de tiempo limitado o compras opcionales en la aplicación usando moneda real Debido a los recursos limitados disponibles (incluso si se gasta dinero real), otro nivel de desafío radica en "internalizar múltiples sistemas económicos complejos" y en priorizar a los operadores correctos para reclutar y desarrollar para construir una lista capaz. Los jugadores de Arknights han creado una serie de recursos y herramientas de Internet para ayudar en este esfuerzo.
Los eventos de juego de temporada introducen dificultades y desventajas más complejas pero opcionales, como el contrato de contingencia semestral del juego. Los jugadores reciben recursos y medallas exclusivas de estos eventos. En 2022 se agregó un modo de juego roguelike, "Estrategias integradas".

## Sinopsis
El juego está ambientado en el futuro distópico y posapocalíptico del planeta Terra, donde las personas exhiben características kemonomimi, características de animales o razas mitológicas. Los desastres naturales dejan atrás un mineral valioso, originium, que infecta a las personas con una enfermedad progresiva, oripatía, pero también les permite usar "Artes" (magia). Debido a que la oripatía es altamente infecciosa e invariablemente mortal, los infectados son rechazados y perseguidos. En respuesta, algunos de ellos forman el movimiento Reunión, un grupo militante que hace la guerra a los gobiernos despóticos de Terra.
El jugador asume el papel del "Doctor" enmascarado y amnésico, que comanda un equipo de "operadores" de Rhodes Island, una organización farmacéutica, médica y de autodefensa. A medida que se extiende la oripatía, Rhodes Island busca una cura mientras se defiende de Reunión y varios de los gobiernos de Terra.

## Música y actuación de voz
Arknights tiene una banda sonora ecléctica basada en una variedad de géneros musicales occidentales y asiáticos. Hypergryph se ha asociado con grupos musicales de todo el mundo para lanzar canciones y videos musicales relacionados con Arknights. Estos incluyen a Steve Aoki ("Last of Me"), Yellow Claw ("End Like This"), Starset ("Infected"), y Low Roar ("Feels", luego relanzado como "Fade Away"). Los compositores contribuyentes incluyen a Go Shiina, Kevin Penkin y Adam Gubman.
La canción relacionada con Arknights "Renegade", escrita por Jason Walsh e interpretada por Substantial y X.ARI, fue nominada a "Mejor canción original - Videojuego" en los Hollywood Music in Media Awards 2020.
Los personajes del juego solo tenían voz en japonés en el momento del lanzamiento. La actuación de voz en chino, coreano e inglés se está agregando gradualmente.

## Adaptación al anime
En diciembre de 2020, Hypergryph lanzó un video de anime de Arknights de nueve minutos, "Holy Knight Light", con motivo del primer aniversario mundial del juego. Fue realizado por el estudio interno de la editorial global, Yostar Pictures, que previamente hizo avances de anime para eventos en el juego para la versión global del juego.
En octubre de 2021, Hypergryph publicó un avance de la primera temporada ("Prelude to Dawn") de una adaptación al anime de Arknights, también realizada por Yostar Pictures. El anime es una serie de televisión dirigida por Yuki Watanabe, con Masaki Nishikawa como asistente de dirección y Yuki Hayashi componiendo la música. Takashi Matsuyama es elegido como Ace. La serie se emitirá en TV Tokyo en Japón a partir del 29 de octubre de 2022. Crunchyroll obtuvo la licencia de la serie fuera de Asia. El tema de apertura del anime es "Alive" de ReoNa y el tema final es "BE ME" de Doul.
Se anunció una segunda temporada, "Perish in Frost", al final del octavo episodio. Se emitió del 7 de octubre al 25 de noviembre de 2023 en TV Tokyo. El tema de apertura es "Ache in Pulse" de Myth & Roid, y el tema de cierre es "R.I.P" de Reona. Una tercera temporada, "Rise from Ember", se anunció el 27 de abril de 2024. Cuenta con personal y elenco que regresan y se estrenará el 4 de julio de 2025 en Tokyo MX y otros canales. El tema de apertura es "End of Days" de Reona, y el tema de cierre es "Truth" de Hana Itoki.

### Personajes
Ace
 Seiyū: Takashi Matsuyama
Wei Yenwu
 Seiyū: Koichi Yamadera
Medic
 Seiyū: Momo Asakura
Guard
 Seiyū: Chiaki Kobayashi

## Recepción

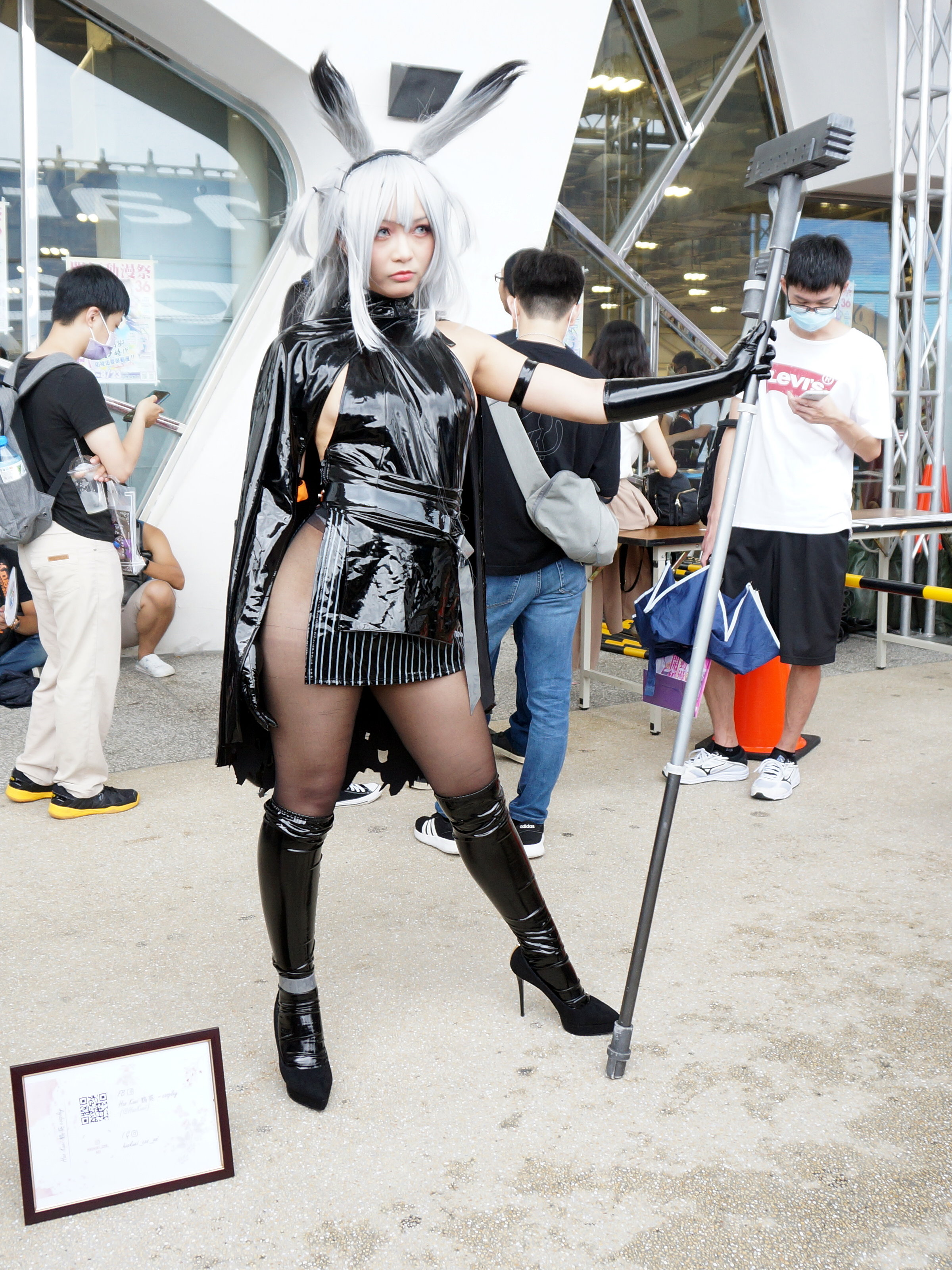
Una cosplayer que representa al personaje de Arknights "Savage".

Pocket Gamer destacó la amplia tradición del juego y los altos valores de producción. Julia Lee de Polygon escribió que "Arknights es el único juego de gacha que recomiendo a la gente" debido a su diseño artístico, falta de presión de compra y competencia, y rutina limitada, y Sisi Jiang de Kotaku señaló que Arknights es raro entre los juegos de gacha en ese sentido. sus personajes fácilmente obtenibles son mejores en algunas circunstancias que los raros y poderosos operadores del juego.
El juego fue nominado para Google Play "Users' Choice Game" en los premios Best of 2020 y como "Best Science Fiction or Fantasy Mobile Game" en los Dragon Awards 2020. Ganó un premio como uno de los mejores juegos innovadores de 2020.